# Földy János
Földy János (Neupauer János) (Szepesváralja, 1811. március 3. – Budapest, 1886. november 25.) jogász, királyi tanácsos és jogakadémiai tanár.

## Élete
Gimnáziumi tanulmányait Lőcsén, a jogot Kassán végezte, mint szegény sorsú ifjú, egészen a saját erejére utalva, mert atyját az 1831. évi kolerajárvány ragadta el. 1834-ben ügyvéddé esküdött fel Pozsonyban; azután öt évig Pesten dolgozott ügyvédek mellett, míg 1839-ben a nagyváradi akadémiához jogtanárrá neveztetett ki. Mint Bihar megye táblabírája élénk részt vett az akkori szabadelvű párt politikai mozgalmaiban. Az ifjúságot hazafias érzületre, folytonos művelődésre és önképzésre serkentette s ugyancsak ő vetette meg alapját a most is meglevő akadémiai betegsegélyző alaptőkének; ő volt a legelsők egyike, a ki előadásánál a latin nyelvet magyarral cserélte föl. Midőn Fogarassy Mihály címzetes püspök és aligazgató Nagyváradról eltávozott, ő neveztetett ki helyettes aligazgatóvá.
1848-ban német hangzású nevét Földyre változtatta. A szabadságharc alatt a Nagyváradon alakított vésztörvényszék bírája volt, ezért a világosi fegyverletétel után állásától elmozdíttatott, majd fogságba került és 1849. november 8-án a pesti Újépületben kötél általi halálra ítéltetett; Haynau többek között az ő büntetését is kegyelem útján 15 évi vasban töltendő várfogságra változtatta át. Hetedfélévet töltött Olmützben és Josefstadtban, 1856-ban kegyelmet nyert és kiszabadult.
Mivel az ügyvédi gyakorlattól eltiltották, névtelen társként ügyvédkedett több évig Kassán, Sátoraljaújhelyen és Eperjesen, részben egykori tanítványai neve alatt és szövetségében, mígnem a Bach-korszak megszűntével előbb Sáros megye törvényszéki bírája, majd Pest megye árvaszéki elnöke lett. 1868-ban Bihar megye törvényszéki bírája lett. A népoktatás újjászervezésének alkalmával Eötvös József közoktatási miniszter királyi tanácsosi ranggal 1869-ben Bihar megye tanfelügyelőjévé nevezte ki, mely állásában 1875-ig működött és a nagyváradi birói államvizsgálati bizottságnak is elnöke volt. 1875-ben nyugalomba vonult.

## Művei
- Több cikket irt a lapokba, nagyobbrészt névtelenül, igy a Jogtudományi Közlönybe is (1869. Bot és bilincs.)